# Nervo vestibulococlear
O nervo vestibulococlear (também conhecido como nervo auditivo ou nervo acústico) constitui, com o homólogo contralateral, o oitavo (VIII) par de nervos cranianos. É um nervo puramente sensitivo, que penetra na ponte na porção lateral do sulco bulbo-pontino, entre a emergência do VII par e o floculo do cerebelo, região denominada ângulo ponto-cerebelar. Ocupa, juntamente com os nervos facial e intermédio, o meato acústico interno, na porção petrosa do osso temporal. É composto de uma parte vestibular e parte coclear, que, embora unidas em um tronco comum, têm origem, funções e conexões centrais diferentes.
| Nervo                       | Estruturas inervadas         | Funções                         |
| --------------------------- | ---------------------------- | ------------------------------- |
| Vestibulococlear (VIII PAR) | Aparelho vestibular e cóclea | Sensação de movimento e audição |

## Anatomia da orelha
A orelha é dividida em 3 partes, sendo elas: orelha externa, orelha média e a orelha interna. Em cada uma dessas partes é possível encontrar estruturas importantes que irão garantir o transporte do som até o Sistema Nervoso Central, onde irá ocorrer o reconhecimento da informação auditiva. As estruturas são:
- Orelha externa: pavilhão auricular, lóbulo, canal auditivo e membrana timpânica.
- Orelha média: ossículos (martelo, bigorna e estribo) e tuba auditiva.
- Orelha interna: canais semicirculares, cóclea e nervo coclear.

Anatomia do ouvido.

## A cóclea
A cóclea é um órgão de cerca de 9 mm de diâmetro com estrutura cônica composta por três “tubos” paralelos que se afilam da base para o ápice . Sendo um tubo presente no meato acústico interno que se conecta ao nervo coclear. Este faz com que as ondas sonoras recebidas do meio externo se transformem em impulsos elétricos para chegar ao cérebro. A passagem que transmite o som se divide em duas: a rampa timpânica e rampa vestibular. A comunicação entre as duas rampas se dá pelo ducto coclear e o helicotrema, que é um orifício na parte superior da cóclea, além disso, são preenchidas por um líquido chamado perilinfa, capaz de estimular as células sensoriais.
A base da cóclea é mais alargada e possui duas janelas, a oval e a redonda . Os três “tubos” são denominados: Rampa vestibular, Rampa média ou ducto coclear e Rampa timpânica.
Para a percepção adequada do som, é necessário que uma série de estruturas executem suas funções. A célula ciliar interna codifica a frequência do som e faz conexão com o nervo coclear, enviando as vibrações sonoras para uma via auditiva, que passará por diversas estruturas até chegar no córtex auditivo ou cérebro. Quando as ondas sonoras passam pela cóclea, movimentam a membrana basilar, membrana tensorial e o gânglio espiral. A região inferior (base) da cóclea está relacionada com as frequências altas, enquanto a superior (ápice) responde a tons mais baixos.
Papel da cóclea na audição: É responsável pela transdução de energia acústica (mecânica) em energia elétrica. A estrutura da membrana basilar é tal que segrega o som de acordo com a frequência — sua parte basal vibra em resposta aos sons de alta frequência, enquanto sua parte apical vibra em resposta aos sons de baixa frequência.

## Labirinto coclear

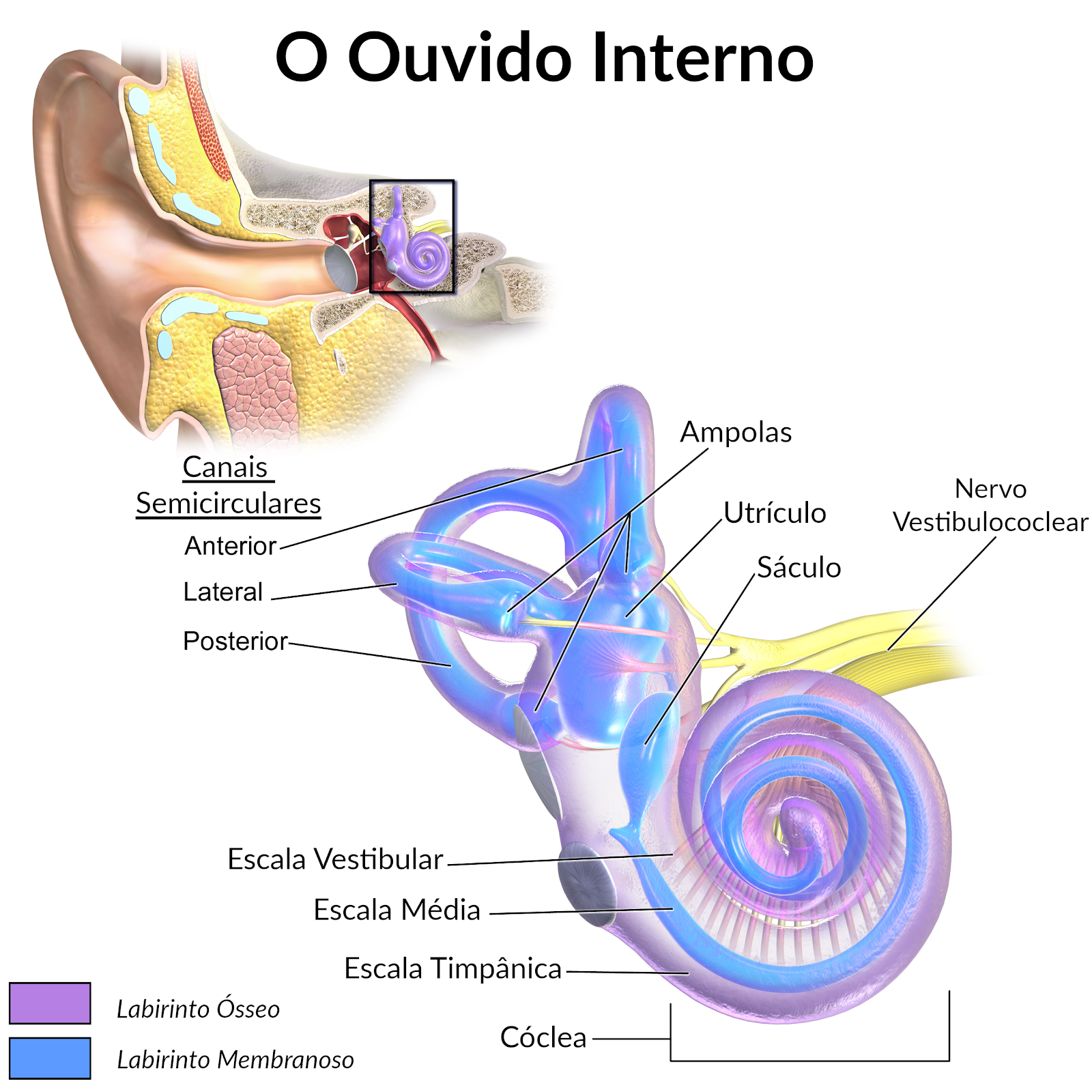
Imagem ilustrando o labirinto ósseo e labirinto membranáceo

A orelha interna, também chamada de labirinto em razão de sua forma complexa , situa-se dentro das paredes protetoras espessas da parte petrosa do osso temporal. A orelha interna consiste em duas divisões principais: o labirinto ósseo e o labirinto membranáceo.
O labirinto ósseo é formado pelos canais semicirculares, o vestíbulo e a cóclea, e é preenchido por um líquido aquoso chamado de perlinfa (líquido rico em sódio). Já o labirinto membranoso é constituído por arranjos de sacos e ductos, que estão localizados dentro do labirinto ósseo. Este também possui um líquido, que é chamado de endolifa (líquido rico em potássio),. A parede do labirinto membranáceo — sua “membrana” — é uma fina camada de tecido conjuntivo revestido por um epitélio escamoso simples. Partes desse epitélio são espessadas e contêm os receptores para o equilíbrio e audição. 

## Anatomia vascular do labirinto
A circulação da orelha interna é feita inteiramente pela artéria labiríntica, que está dividida em artéria vestibular anterior (nervo vestibular, utrículo e ampola do canal semicircular anterior e lateral) e artéria coclear comum. A artéria coclear comum está subdividida em artéria coclear principal, suprindo a cóclea, e artéria vestíbulo coclear, sendo essa responsável pela porção inferior do sáculo, parte da cóclea e a ampola canal semicircular posterior. A artéria labiríntica pode ser originada como ramo da artéria cerebelar anteroinferior ou da artéria basilar. 

## Labirinto vestibular
A orelha interna é dividida em labirinto anterior e posterior. Sendo, um  conjunto de órgãos do meato acústico interno responsáveis pela percepção do movimento e espaço. 

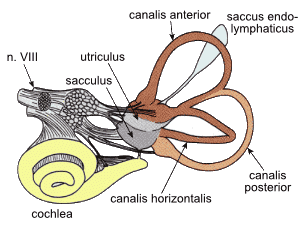
Sistema Vestibular

O labirinto posterior é composto por dois sistemas de cavidades ósseas: os canais semicirculares e o vestíbulo. Localiza-se no osso temporal e contém em seu interior o labirinto membranoso. O aparelho vestibular funciona continuamente, inclusive durante o sono, de forma inconsciente. A assimetria da resposta labiríntica, seja pela estimulação excessiva ou pela hipoestimulação, leva a vertigem, nistagmo e reflexo vagal que são sensações conscientes.
Funções do labirinto Vestibular:
1) Transformar as forças provocadas pela aceleração da cabeça e da gravidade em um sinal biológico.
2) Informar os centros nervosos sobre a velocidade da cabeça e sua posição no espaço.
3) Iniciar alguns reflexos necessários para a estabilização do olhar, da cabeça e do corpo.
Todas essas funções são importantes para o equilíbrio (capacidade de manter a postura apesar de circunstâncias adversas)
O vestíbulo intramembranoso é uma região situada entre a cóclea e os canais semicirculares, possui duas vesículas, o utrículo e o sáculo. Essas estruturas desempenham papéis importantes quanto a percepção espacial, sendo o lapilus, presente no utrículo, capaz de identificar se o indivíduo está em posição ortostática ou em decúbito.
O labirinto é coberto por endolilinfa, com função de secreção e controle de hormônios, e perilinfa que suaviza as vibrações ósseas.
Os canais semicirculares são três cavidades ósseas preenchidas por endolinfa.

## Estrutura
O nervo auditivo é composto por fibras dos tipos I e II e entra no tronco encefálico pela parte lateral posterior da junção pontomedular e se projeta para o núcleo coclear. As fibras do tipo I compõem 95% das fibras do nervo auditivo e são mielinizadas, estando conectadas com as células ciliadas internas, enquanto as fibras do tipo II não são mielinizadas e estão conectadas com as células ciliadas externas.
Este nervo entra na superfície lateral do tronco encefálico, entre a ponte e o bulbo, depois de sair do osso temporal pelo meato acústico interno e cruzar a fossa posterior do crânio. Dentro do osso temporal, na extremidade distal do meato acústico interno, o nervo vestibulococlear se divide formando dois nervos, sendo estes o nervo coclear e o nervo vestibular.
O nervo vestibulococlear é constituído por fibras aferentes, ou seja, que vão da periferia para o centro. Nesse caso o nervo vestibulococlear é responsável por transportar ondas sonoras desde o canal auditivo até o sistema nervoso central.

## Núcleos vestibulares
Os núcleos vestibulares são os núcleos encefálicos que dão origem ao nervo vestibular, que compõe, por sua vez, o oitavo par craniano (ou nervo vestibulococlear). Eles são encontrados na ponte e no bulbo.
As fibras vestibulares presentes no tronco cerebral, divididas em ramos descendente e ascendente, terminam nos quatro núcleos vestibulares, sendo eles lateral, medial, superior e inferior. Além disso, os núcleos apresentam 4 tipos maiores e, em média, 7 menores. Os núcleos vestibulares estão localizados dentro da ponte e se estendem até a medula, estando conectados principalmente com a medula, o córtex cerebral, oculomotores e cerebelo. Eles são a primeira parte do input vestibular e são capazes de conseguir diretamente conexões rápidas entre neurônios motores e informações aferentes.
O núcleo vestibular medial (de Schwalbe), junto as estrias medulares de Piccolomini, é responsável pelo movimento dos olhos e da cabeça e também pelos reflexos vestibuloespinhal. Lateralmente a esse, tem-se o núcleo vestibular inferior descendente espinhal (de Roller) trabalha recebendo informações dos núcleos cerebelares. Já o núcleo lateral ou de Deiters e o de Bechterew são menores que o medial e o inferior.
Os tratos mais importantes que saem dos núcleos vestibulares e suas funções são:
- Trato vestíbuloespinhal medial (núcleos vestibulares superior, medial e inferior contralateral): mudança de postura em resposta ao input sensitivo e ativação dos músculos da região axial cervical;
- Trato retículoespinhal (todos os núcleos vestibulares): responsável em maior parte pelo equilíbrio e postura relacionados com sistema auditivo, visual e tátil;
- Trato vestíbuloespinhal lateral (núcleo vestibular lateral ipsilateral): postura motora antigravitacional.

## Funcionamento
Os impulsos nervosos são transmitidos pelas fibras do VIII nervo craniano para os núcleos cocleares, tronco encefálico, tálamo e córtex auditivo. Quando as fibras nervosas saem da cóclea em direção ao tronco cerebral, os feixes de fibras que formam o ramo coclear do nervo auditivo estão organizados de forma tonotópica, ou seja, as fibras que carregam informações sobre as frequências altas estão localizadas na periferia do nervo e as fibras que carregam informações sobre as frequências baixas se localizam no centro do nervo coclear. Informações temporais também são codificadas pelas fibras do nervo auditivo ipsi e contralateral.
Quando o sinal elétrico, transmitido pelas fibras neurais que compõem o nervo auditivo, passa para o tronco cerebral, ocorrem sinapses em uma série de estações, que enviam a informação acústica para os centros do processamento auditivo no córtex. Essa rede é composta por inúmeras fibras nervosas e é conhecida como sistema nervoso auditivo central.
O VIII nervo craniano possui duas funções principais: transportar a informação de sensação vestibular, ou seja, a posição e movimento da cabeça e é usado para audição.
As perdas auditivas que atingem o nervo vestibulococlear (VIII par) são classificadas como perda auditiva sensorioneural.
O oitavo par craniano possui duas funções principais. A primeira é necessária para transportar a informação de sensação vestibular - ou seja, a posição e movimento da cabeça. Secundariamente ele é usado para audição. As células epiteliais da audição e do equilíbrio, são responsáveis por receber os estímulos de percepção das vibrações sonoras e são capazes de realizar a transdução mecanoelétricas. Isso acontece devido o contato sináptico com fibras nervosas através de neurônios, que geram um potencial de ação.

## Inervações
A parte do nervo vestibular é formada por fibras que se originam dos nervos sensitivos do gânglio vestibular e conduzem impulsos nervosos relacionados ao equilíbrio. A parte do nervo coclear é constituída de fibras que se originam nos nervos sensitivos do gânglio espiral e conduzem impulsos nervosos relacionados à audição. As fibras do nervo vestibulococlear classificam-se como aferentes somáticas especiais.
Inervação Aferente: É composta dos neurônios tipo I (90-95%) que inervam as CCI( células ciliadas internas)  e pelos neurônios tipo II (5- 10%), que inervam as CCE (células ciliadas externas). Os neurônios tipo I são células grandes, mielinizadas e bipolares, apresentam condução rápida e o provável neurotransmissor envolvido é o glutamato. Os dendritos tipo I são conectados de forma radial com as CCI, configurando um corpo sináptico rodeado de vesículas. Os neurônios tipo II são células pequenas com axônio não mielinizado de pequeno diâmetro. A sinapse neurônio tipo II e CCE é do tipo balão, de tamanho pequeno com presença inconstante do corpo sináptico na CCE e sua extremidade é pobre em organelas especializadas. O neurotransmissor é desconhecido. As fibras do nervo auditivo também têm seletividade frequencial, dependente da tonotopia coclear. A frequência característica de uma fibra é aquela que possui um limiar de resposta mais baixo.

## Projeções dos vestíbulos eferentes
Do mesmo jeito que a cóclea, o órgão terminal vestibular recebe inervação eferente de origem de dois lados nos neurônios de tronco cerebral. Esses mesmos neurônios eferentes colinêrnicos de excitação ficam ao longo da margem de lado do núcleo do IV nervo e eles originam as fibras que passam na periferia do nervo vestibular, em cada lado, para invervar as células que tem cílios nas cristas dos canais de semi círculo(ou semicurculares) e nas máculas do utrículo e do sáculo. As fibras vestibulares eferentes têm efeito de excitação bilateral em cada um dos 5 órgãos do labirinto, assim pode modular a variação dinâmica das aferências, de um jeito que combina as acelerações que são esperadas. As fibras vestibulotrocleares passam através do corpo justarestiforme e dão estímulo para as fibras musgosas do cerebelo, sendo que as diretas fazem o contorno nos núcleos vestibulares e acabam no nódulo, úvula e núcleo fastigial ipsilateral e, as indiretas, tem origem do núcleo vestibular inferior, medial e superior e acabam no flóculo bilateral e nas mesmas áreas do anterior. Todos os 4 núcleo vestibulares mandam fibras para o fascículo longitudinal medial, mas grande parte das fibras ascende do núcleo medial e superior. Por meio de conexões com os núcleos do XI, VI, IV, III nervos cranianos e nervos cervicais superiores, regulam a movimentação dos olhos, pescoço, cabeça em resposta a estímulos dos canais semicirculares (ou de semicírculo). Fibras do núcleo vestibular lateral descem pela medula ipsilateral assim como o trato vestíbuloespinhal lateral, importante na regulação do tônus do músculo pelo estímulo da musculatura extensora, impulsos do núcleo medial descem à medula cervical e torácica superior pelo trato vestibuloespinhal medial cruzado. O núcleo inferior envia projeções de dois lados (bilaterais) ao fascículo longitudinal medial descendente e envia estimulação vestibular ao cerebelo. Os núcleos vestibulares enviam fibras para a formação reticular, núcleo dorsal do nervo vago e o gânglio vestibular de Scarpa. As conexões vestibulares ascendentes se estendem até os talâmicos ventral posterior e ventrolateral e ao córtex somatosensorial para proporcionar a percepção consciente de posição e movimento da cabeça. Existem projeções para a parte posterior do giro temporal superior, importante na função vestibulo-ocular.

## Perda auditiva
As causas da perda auditiva podem ser diversas. 
O tipo de perda auditiva está relacionado à localização das estruturas afetadas do aparelho auditivo.
As perdas auditivas que atingem o nervo vestibulococlear (VIII par) são classificadas como perda auditiva sensorioneural.
O termo perda auditiva neurossensorial descreve dois problemas diferentes: perda sensorial/ perda auditiva coclear que afeta a orelha interna e perda neural/perda auditiva retrococlear que afeta o nervo auditivo.
A perda auditiva coclear ocorre pelo mau funcionamento das células sensoriais da orelha interna, chamadas de células ciliadas.Com isso, a cóclea não é mais capaz de transformar as informações sonoras que chegam da orelha média em impulsos nervosos enviados pelo nervo vestibulococlear ao cérebro;
A perda auditiva retrococlear acontece quando a alteração que causa a perda está no próprio nervo, ou seja, a informação sonora chega corretamente na orelha interna, é processada pela cóclea e transformada em impulsos nervosos. Porém, o nervo vestibulococlear não é capaz de transmiti-los para o cérebro.
Tais perdas podem se apresentar em diferentes graus. De acordo com a Organização Mundial de Saúde (OMS), na classificação de 2021, utilizada como parâmetro atual, é realizada a média tonal das frequências 500Hz, 1kHz, 2kHz e 4kHz e a partir dessa média são classificados os graus de perda auditiva. São eles: Perda auditiva de grau leve (média tonal de 20 a menor que 35 dB); Perda auditiva de grau moderado (média tonal de 35 a menor que 50 dB); Perda auditiva de grau moderadamente severo (média tonal de 50 a menor que 65 dB); Perda auditiva de grau severo (média tonal de 65 a menor que 80 dB); Perda auditiva de grau profundo (média tonal de 80 a menor que 95 dB); Perda auditiva completa/surdo (média tonal maior ou igual a 95 dB); Perda auditiva unilateral (menor que 20 dB na melhor orelha, 35 dB ou mais na pior orelha). 

## Fisiologia do nervo

### Trajeto das fibras aferentes do nervo vestibulococlear
O trajeto das fibras aferentes do nervo vestibulococlear antes e depois da sua divisão é o seguinte:

#### Extracraniano
O vestíbulo é preenchido pelo flúido endolinfático e é responsável pelo equilíbrio somático do corpo humano. Ele também é inervado por pequenos ramos sensitivos que inervam as partes do vestíbulo, o sáculo, o utrículo e as membranas anterior, posterior e lateral da ampola estão incluídas. Os pequenos ramos se fundem em ramos inferior e superior, antes de entrarem no gânglio vestibular.
A cóclea é responsável pela audição sensorial, é inervada por um pequeno ramo de fibras pós-ganglionares, que deixam a lâmina espiral óssea depois de inervar as células com cílios internas e externas do órgão espiral de Corti, sobre as células ciliadas está a membrana tectória.
O nervo coclear forma sinapse na cóclea sobre o gânglio espiral, antes de cursar sozinho e por ventura adjacente á raiz motora do nervo facial, do nervo vestibular e do nervo intermédio. 
Intracraniano
Por um curto segmento, o nervo vestibular cursa como um ramo apenas, antes de entrar no crânio com o nervo facial e do nervo intermédio, e se junta em um único ramo – o nervo vestibulococlear. 
As fibras sensitivas dos grupos de núcleos cruzam umas sobre as outras conforme elas deixam seus nervos correspondentes contralaterais, antes de se juntarem. Os núcleos cocleares posterior e anterior encontram-se lateralmente ao pedúnculo cerebelar inferior, ao mesmo nível dos núcleos vestibulares. Núcleos vestibulares são 4 e consistem dos núcleos inferior, superior, medial e lateral. 
Os núcleos vestibulares são espalhados no tronco encefálico ao nível da área vestibular e atrás da estria do bulbo, medial ao pedúnculo cerebelar inferior.

## Lesão do nervo vestibulococlear (VIII par)
- Nistagmo (movimentos involuntários dos olhos em todas as direções)
- Síndrome vertiginosa
- Tontura
- Desequilíbrio
- Perda parcial / completa da audição
Lesão do nervo vestibulococlear causam diminuição da audição/ perda auditiva sensorioneural, por comprometimento da parte coclear do nervo, juntamente com vertigem, alterações do equilíbrio e enjoo, por envolvimento da parte vestibular. Também pode ocorrer um movimento oscilatórios dos olhos.
Umas das patologias mais comuns do nervo vestibulococlear são os tumores formados por células de Schwann(neurinomas), que crescem comprimindo o próprio nervo e também os nervos facial e intermédio.